# Граховский, Сергей Иванович
Сергей Иванович Граховский (бел. Сярге́й Іва́навіч Грахо́ўскі; 25 сентября (8 октября) 1913, Нобель — 11 декабря 2002, Минск) — белорусский писатель, поэт и переводчик, публицист и общественный деятель. Один из классиков белорусской литературы. Лауреат Государственной премии Республики Беларусь (1992), заслуженный деятель культуры Белорусской ССР (1983).

## Биография
Сергей Граховский 25 сентября 1913 года в крестьянской семье в селе Нобель Минской губернии. В 1914 году его родители переехали в городок Глуск под Могилевом. В 1930 году Граховский стал рабочим на Бобруйском деревообрабатывающем заводе, а в 1931-1932 годах работал корректором в газете «Красная смена» Госиздата БССР. В 1935 году окончил газетно-издательское отделение литературного факультета Минского педагогического института, после чего работал редактором Белорусского радио и преподавателем литературы на литературном факультете Белорусского государственного университета.
20 октября 1936 года был арестован, а 2 октября 1937 года осужден внесудебным органом НКВД как «член контрреволюционной национал-фашистской организации» за «антисоветскую деятельность» на 10 лет лагерей. Возможно, он некоторое время находился в Унжлаге. Освобожден 19 октября 1946 года. После освобождения преподавал русский язык и литературу в Урецкой средней школе Слуцкого района.
В 1947 году с Граховского сняли судимость, а в 19 мая 1949 он снова был арестован за «антисоветскую деятельность». Осужден особым собранием МГБ СССР 27 августа 1949 года и отправлен на поселение в поселок Новосибирской области в селе Биаза, где работал учителем. Реабилитирован по первому делу Президиумом Верховного суда БССР 19 октября 1955 года, по второму — 21 октября 1955 года. С 1956 года проживал в Минске. В 1957–1973 работал в журналах «Березка» — заведующий редакционным отделом (1957–1959), «Радуга» (1960–1973); Литконсультант Союза писателей БССР (1959-1960). С 1973 по 1974 год — ответственный секретарь Комитета по Государственным премиям БССР в области литературы, искусства и литературы.
Вышел на пенсию в 1974 году, а 11 декабря 2002 умер в Минске в возрасте 89 лет.

## Творчество
Поэтический дебют Граховского состоялся в 1926 году. Основные черты его поэзии — лирическая открытость, сочетание общественных и личных мотивов, утверждение доброты, искренности, гражданской ответственности. Граховский также переводил на белорусский язык произведения русских, украинских, литовских, латышских, таджикских, грузинских, аварских, чешских и словацких поэтов.
Автор нескольких сборников стихов и рассказов, книг для детей, публицистических очерков и документальных повестей. Написал автобиографическую трилогию («Такія сінія снягі», 1988; «Зона маўчаньня», 1990; «З воўчым білетам», 1991).

### Стихи
- 1958 «Дзень нараджэння» (сборник стихов)
- 1959 «Ад вясны да вясны» (сборник для детей)
- 1960 «Чаканне» (сборник стихов)
- 1961 «Сёння і заўтра» (сборник для детей)
- 1963 «Табе зайздросціць сонца» (сборник стихов)
- 1965 «Памяць» (сборник стихов)
- 1966 «Гарыць касцёр» (сборник для детей)
- 1967 «Тры вымярэнні» (сборник стихов)
- 1968 «Вершы» (сборник стихов)
- 1970 «Паэма дарог» (сборник стихов)
- 1972 «Агеньчык у акне» (сборник рассказов)
- 1976 «Зазімак» (сборник стихов)
- 1978 «Лірыка» (сборник стихов)
- 1978 «3ачараванасць» (сборник стихов)
- 1980 «Сонечная сцежка» (сборник для детей)
- 1982 «Асеннія гнёзды» (сборник стихов)
- 1985 «Кругі надзеі» (сборник стихов)
- 1985 «Знаходка» (сборник для детей)
- 1987 «Верую» (сборник стихов)
- 1988 «І радасць і боль» (сборник стихов)

### Переводы
- 1937 Жюль Верн «80 000 кіламетраў пад вадой» (1937, совместно в Ю. Лявонным)
- 1936 Аркадий Гайдар  «Ваенная тайна»
- 1958 Р. Тагор «Крушэнне»
- 1980 А. Блок «Выбраныя вершы і паэмы»
- 1984 М. Дудин «Пасьля спатканьня»
- отдельные произведения А.С. Пушкина, Т. Шевченко, В. Маяковского, Я. Райниса, С. Есенина, Леси Украинки, П. Воронько, М. Заболоцкого, А. Твардовского, М. Тихонова, М. Исаковского, Р. Гамзатова, В. Сюсюры и др. поэтов.

## Признание и награды
- Член Союза писателей СССР с 1956 года.
- Заслуженный деятель культуры Белорусской ССР (1983).
- Лауреат Литературной премии союза писателей БССР имени А. Кулешова за сборник «Осенние гнёзда» (1983).
- Лауреат Государственной премии Республики Беларусь имени Я. Коласа за сборник «Исповедь» (1992).
- Награждён Медалью Франциска Скорины 11 февраля 1994 года[3] — за значительный вклад в развитие белорусской литературы, активную общественную деятельность.
- Почётный гражданин Глуска (1995)

## Память
- Бульвар и памятник в честь Граховского в Глуске[4]
- Имя Граховского присвоено средней школе № 1 в Глуске[5]
- Памятный знак в Глуске (2019). Установлен около средней школы № 1, носящей его имя[6]. Скульптор — художник Александр Гулевич. Мемориальный знак представляет собой открытую книгу с барельефом Граховского и отрывком из его стихотворения:

«Мой родны кут –
Вытока усіх вытокаў
Перад табой схіляю галаву
І адчуваю сiлу родных токаў
Дзеля цябе працую і жыву».